# Real Club España
Il Real Club España è stata una società calcistica messicana, con sede a Città del Messico. Con 14 titoli conquistati si tratta del club più vincente dell'era amatoriale della massima divisione messicana.

## Storia

### Inizi
Il Real Club España nacque il 20 marzo 1912 da dieci giovani immigrati spagnoli che decisero di creare un club intitolato alla loro patria. Tutti dipendenti delle casse commerciali ispaniche, con il piccolo capitale che misero da parte acquistarono una palla di cuoio e dei pali per le porte allenandosi in un terreno a Santa María la Ribera.
Questa squadra, fondata su base societaria, nel corso degli anni si ingrandì arrivando a contare 83 soci nel 1914 e 1500 entro l'anno successivo, tutti figli di ispanici o già nati in Messico.
I fondatori furono Francisco Arias, Ramón Lanza, Pedro Bargay Fusté, Delio Bonet, i fratello Eulalio e Hilarión Badiola, José Larrañaga, Enrique Escalada, Francisco Gómez Alonso e Rafael Fernández.

### Epoca amatoriale
Sei mesi dopo la sua nascita il club entrò a far parte della lega messicana debuttando il 6 ottobre 1912. Quasi due anni dopo ottenne il suo primo trofeo conquistando il campionato 1913-1914. Negli anni a venire si consolidò come squadra più forte del Messico ponendo fine al dominio dei club di origine anglosassone (dovuto in parte anche alla partenza dei giocatori per combattere nella prima guerra mondiale), conquistando quattro titoli consecutivi fino al 1916.
Nella stagione 1915-1916 partecipò alla stagione di Primera Fuerza anche una squadra denominata España B, composta da giocatori scartati dal Real Club España. Disputò tre campionati sciogliendosi al termine della stagione 1917-1918.
Nel corso dei decenni seguenti conquistò altri dieci campionati amatoriali risultando, all'alba dell'inizio del calcio professionistico in Messico, la squadra più titolata con 14 trofei.

### Epoca professionistica
In vista della stagione inaugurale di Primera División del 1943 il Real España si presentò ai nastri di partenza come uno dei club favoriti, ma fu sconfitto in finale dall'Asturias. Riuscì comunque a vincere la Copa México battendo in finale l'Atlante per 6-2.
La stagione successiva riuscì a rifarsi concludendo il campionato al primo posto con 8 punti di vantaggio sul Puebla secondo, ottenendo così il quindicesimo titolo nazionale.
Il 26 ed il 28 maggio 1950 la Nazionale messicana giocò due amichevoli contro una squadra formata da alcuni rappresentanti della Liga spagnola, terminate 3-1 in favore degli iberici e 0-0. I due incontri si giocarono in un clima di crescente ostilità e la rabbia scatenatasi al termine degli incontri fu tale da costringere i rappresentanti della federazione messicana a raccomandare ai club messicani di origina spagnole di ritirarsi dal calcio professionistico.
La richiesta fu accolta e prima dell'inizio della stagione 1950-1951 il Real Club España si ritirò insieme all'Asturias. La società continuò comunque ad esistere operando in altri sport.

## Palmarès

### Competizioni amatoriali
- Campionato messicano amatoriale: 14

1913–14, 1914–15, 1915–16, 1916–17, 1918–19, 1919–20, 1920–21, 1921–22, 1923–24, 1929–30, 1933–34, 1935–36, 1939–40, 1941–42
- Copa México: 4

1914–15, 1916–17, 1917–18, 1918–19
- Copa Challenger: 2

1916, 1935
- Copa Centenario: 1

1921

### Competizioni professionistiche
- Campionato messicano: 1

1944-1945
- Copa México: 1

1943-1944
- Campeón de Campeones: 2

1943-1944, 1944-1945